# 汪逢春
汪逢春（1884年5月29日—1949年8月14日）本名朝甲，字風椿，行醫時用名逢春，江蘇吴縣人，中华民国中医。

## 生平
汪逢春生于清朝光緒十年（1884年）。十多歲时，入知名中醫艾步蟾門下學醫。1908年到北京，任法醫，並且向名醫厲軒舉求教。1913年辭去法醫職務，正式开始行醫。因为治愈了许多疑難杂症，逐漸和萧龍友、孔伯華、施今墨並稱北京四大名醫。在診治内傷症方面，认为脾胃爲後天之本，主張着重護理脾胃。
1938年，成立国医职业公会，汪逢春当选该公会会长，同时筹备《北京医药月刊》，于1939年1月创刊，汪逢春主持笔政并撰文。1942年，创办国药会馆讲习班于北京天安门内侧朝房。
1949年8月14日（己丑年七月二十日），汪逢春逝世，享年65岁。1949年9月27日安葬在北平东北义园。

## 著作
- 汪逢春，《中医病理学》，北京医学讲习所铅印本，1942年
- 汪逢春，《泊庐医案》，谢子衡等学员手辑，华北国医学院铅印本，1941年
- 汪逢春，《今冬风湿症之我见，愿与诸同人商榷之》，刊《北京医药月刊》1939年第二期
- 汪逢春，《猩红热与痧疹之分辨》，刊《北京医药月刊》1939年第四期
- 汪逢春，《为本市小儿科专家谨陈刍言，希鉴纳之》，刊《北京医药月刊》1939年第五期